# 에퍼슨 대 아칸소 사건
에퍼슨 대 아칸소 사건은 공립학교에서 인간진화론 교육을 금지한 아칸소주 주법을 위헌결정한 미국 연방대법원 판례이다. 대법원은 수정헌법 제1조의 국교금지원칙을 위반하였다고 보았다. 에퍼슨은 아칸소주의 생물교사로 진화론 교육을 금지한 아칸소 주법을 위헌확인판결을 구하였다. 최근에 이 법을 근거로 기소되거나 기소위험이 현저히 낮으나 법원은 포 대 울만 사건과 다르다고 보았다.